# Mobilisation allemande de 1914

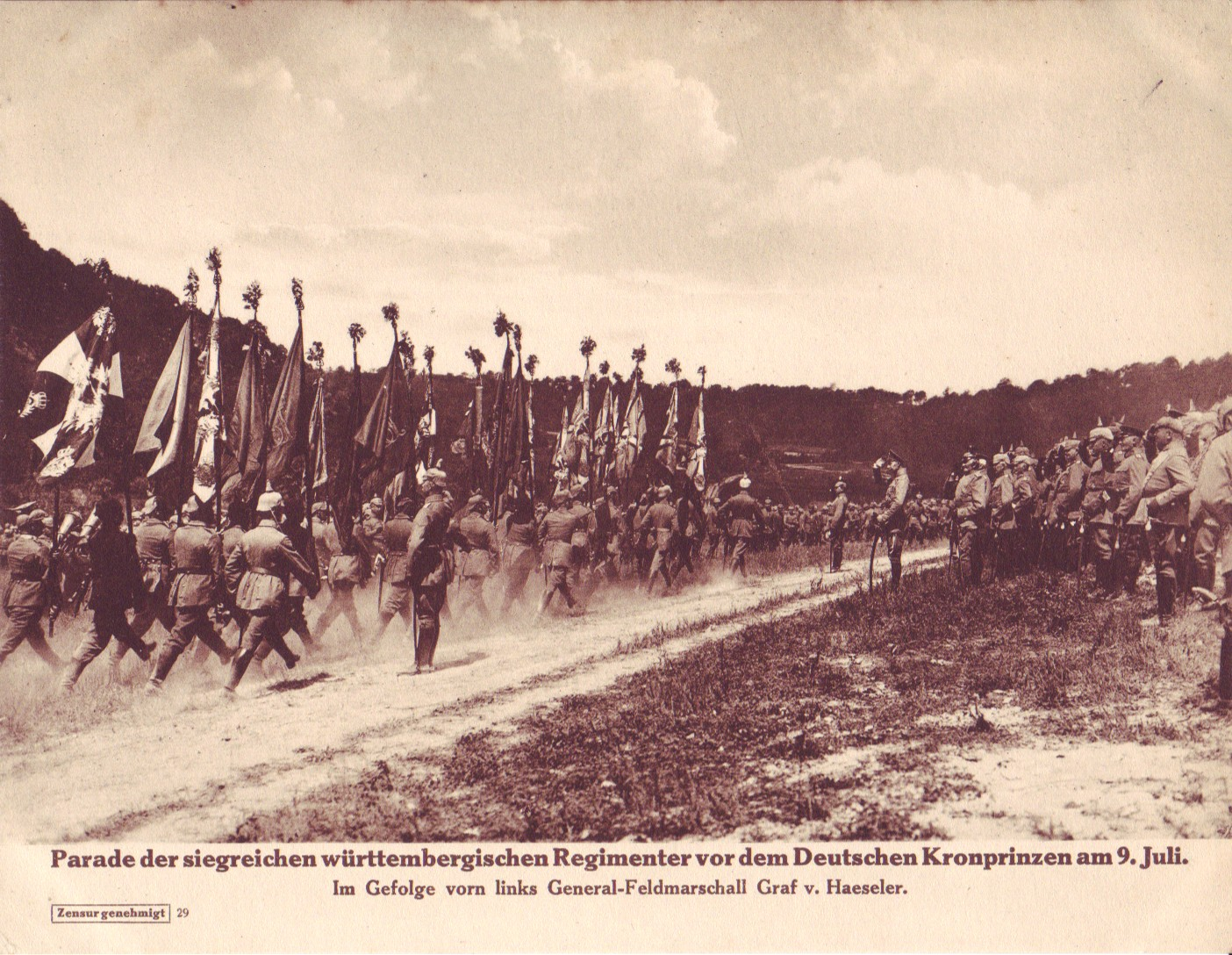
Parade de la division wurtembourgeoise (Württembergische Divisionen) devant le Kronprinz, le 9 juillet 1914.

La mobilisation allemande de 1914 désigne le rappel sous les drapeaux en 1914 de théoriquement tous les Allemands aptes au service militaire.
Elle s'est déroulée du 2 au 17 août 1914, comprenant le transport, l'habillement, l'équipement et l'armement de plus de trois millions d'hommes sur toute l’étendue de l'Empire allemand, puis leur acheminement par voie ferrée vers les frontières allemandes de l'époque. Cette mobilisation générale, prévue de longue date, permet à l'armée allemande d'atteindre ses effectifs de guerre et d'entrer en campagne.
Cet événement a été précédé par les mobilisations prussiennes de 1859, de 1866 et juillet-août 1870 et s'est renouvelée en août 1939.

## Préparation

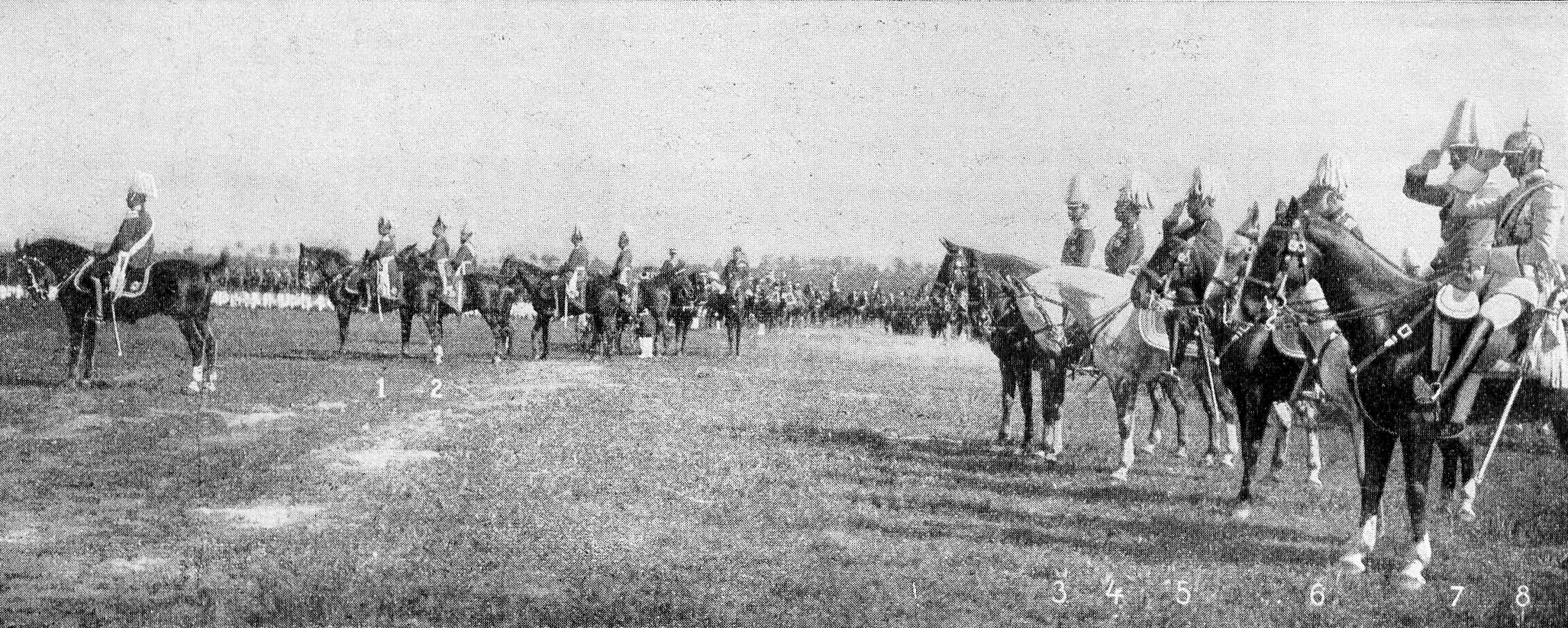
Parade impériale (Kaiserparade) de 1909 près de Karlsruhe.

La révolution industrielle transforme radicalement l'art de la guerre, non seulement par l'évolution de l'armement et de l'équipement, mais surtout par la capacité donnée aux États d'entretenir des effectifs militaires considérables en cas de guerre : d'armées composées de quelques centaines de milliers, on passe à des millions d'hommes. Comme il est économiquement et socialement impossible de tous les maintenir sous l'uniforme en permanence, ils sont laissés à la vie civile pendant le temps de paix, l'État les mobilisant en cas de conflit.
L'armée allemande est donc, de la fin du XIXe siècle jusqu'à la fin du XXe siècle, une armée de conscription (Wehrpflicht), comme celle de toutes les armées des grandes puissances continentales européennes de l'époque (Empire russe, République française et empire d'Autriche-Hongrie).

### Législation

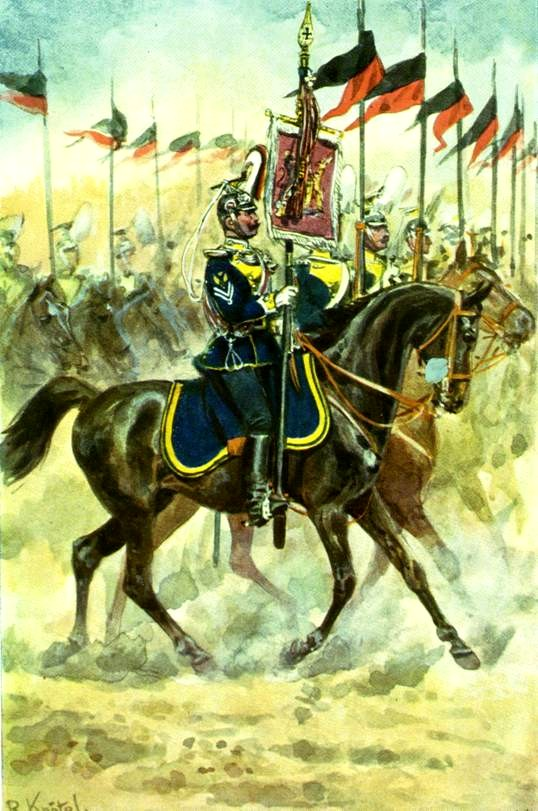
Richard Knötel, d'uhlans, 1909.

Théoriquement, les obligations militaires des Allemands vont de 17 à 45 ans. Les hommes valides doivent le service militaire à partir de l'année où ils atteignent leurs 20 ans, pour deux ans dans les troupes à pied, pour trois ans dans les troupes montées (cavalerie et artillerie à cheval), ou pour une seule année s'ils sont volontaires et fournissent leur équipement (Einjährig-Freiwilliger). L'incorporation des conscrits au sein de l'armée d'active (essentiellement composée donc de jeunes de 20 à 22 ans) se fait chaque année aux environs du 1er octobre.
Une fois le service accompli, les hommes sont rendus à la vie civile, mais font partie de la Reserve (réserve militaire) durant cinq ans et demi (de 22 à 27 ans) et doivent faire deux périodes de quelques semaines sous l'uniforme. Au 1er avril de l'année de leur 27 ans, ils sont versés dans la Landwehr (« défense du pays ») 1er ban pendant cinq ans (de 27 à 32 ans) avec encore deux périodes sous l'uniforme. Au 1er avril de leur 32 ans, ils passent dans la Landwehr 2e ban (équivalent de la territoriale française) pour encore sixans (de 32 à 38 ans) ; enfin le 1er avril de leur 38 ans, ils entrent dans la Landsturm (« tempête du pays », équivalent de la réserve territoriale chez les Français) 2e ban pour six ans ¾ (de 38 à 45 ans).
La forte croissance de la population allemande (en pleine transition démographique à la fin du XIXe siècle) permet à l'armée d'être exigeante sur l'état physique des conscrits ; mais même ainsi, une partie du contingent annuel n'est même pas incorporée pour des raisons budgétaires. Chaque année du début XXe siècle, environ 100 000 hommes reconnus aptes ne font donc pas leur service : ils sont soit versés dans l'Ersatz-Reserve (« réserve de remplacement ») et ne font que trois périodes d'instruction d'une durée totale de vingt semaines, soit ils ne reçoivent aucune instruction. Tous les exemptés et surnuméraires font théoriquement partie de la Landsturm 1er ban pendant 19 ans ¼ (de 17 à 38 ans).
Les effectifs présents sous l'uniforme dès le temps de paix dépendent du budget alloué aux forces armées ; les deux augmentent en raison de la double menace franco-russe : en 1893 le total passe de 467 000 hommes à 549 000, puis à 607 000 en 1910, 657 000 en 1912 (loi additive du 14 juin 1912), pour atteindre 822 000 en 1914 (lois du 30 juin et du 5 juillet 1913).

Casernes allemandes accueillant l'armée d'active
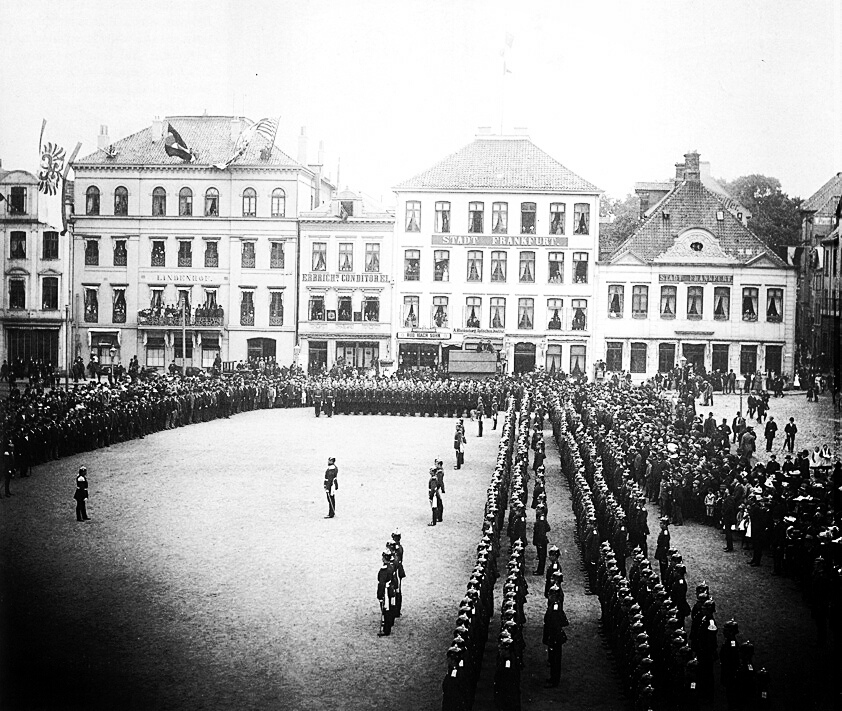
Appel du 75e régiment d'infanterie (de) à Brême, 1891.
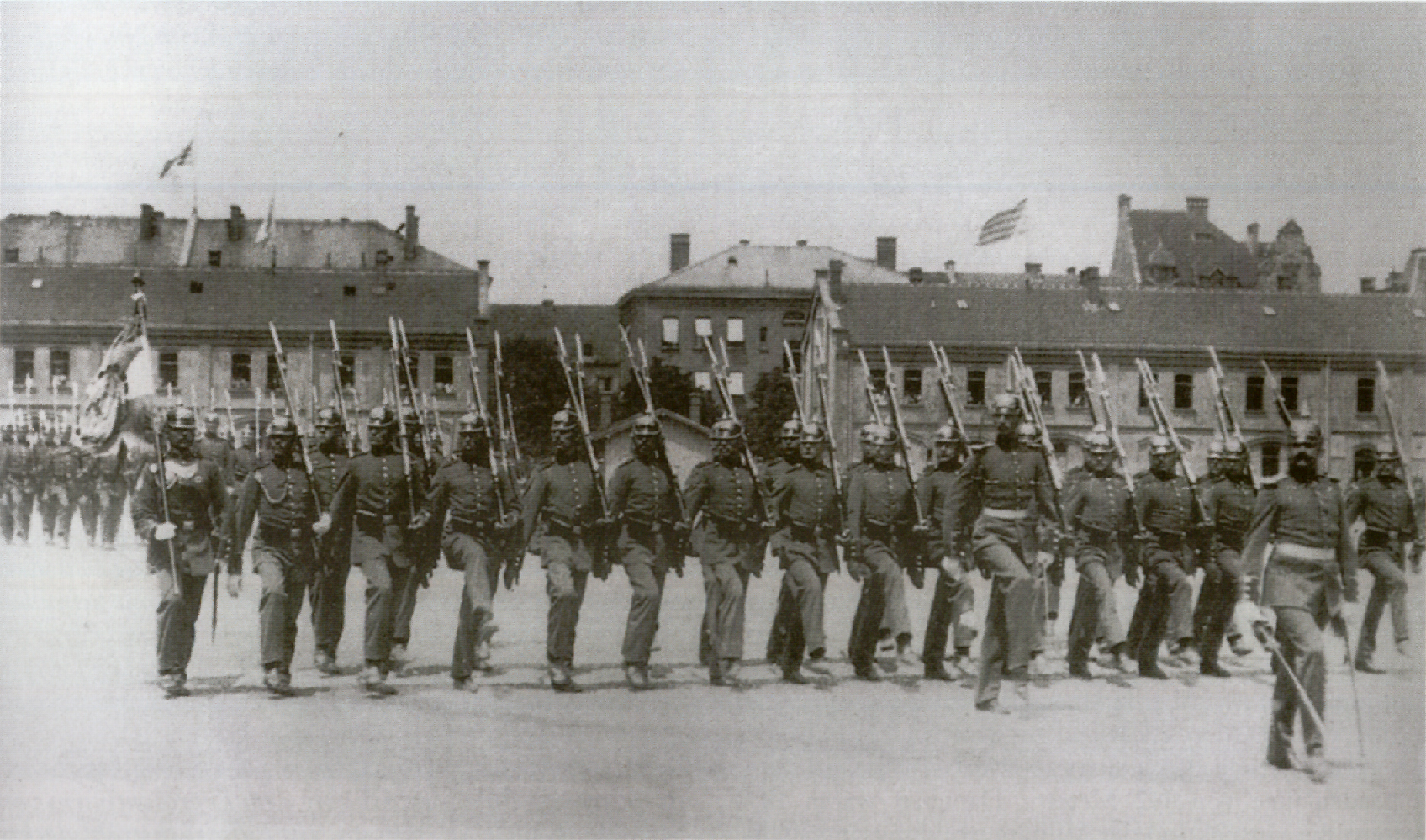
Entrainement dans la cour de la Marsfeldkaserne, quartier de Maxvorstadt à Munich, en 1905.
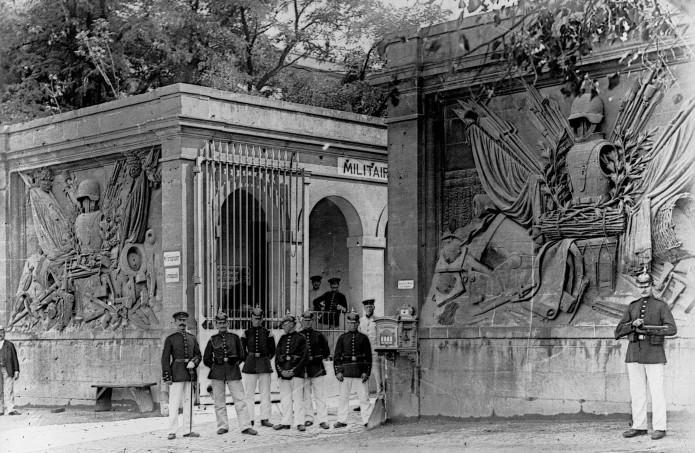
L'entrée de la Kaiser Wilhelm-Kaserne à Metz, 1915 (actuelle caserne Ney).

### Planification
Les forces armées de l'Empire allemand sont aux ordres du chef suprême qui est l'Empereur Allemand (le Kaiser). Comme l'Allemagne est une confédération, il y a quatre ministères de la Guerre, ceux des royaumes de Bavière, de Saxe, du Wurtemberg et de Prusse (ce dernier représentant les trois autres auprès du Reichstag). Les forces armées allemandes sont réparties entre l'armée allemande (Deutsches Heer, c'est-à-dire les forces terrestres) et la marine impériale (Kaiserliche Marine). Pour aider l'empereur à diriger l'armée et la marine, il est secondé pour chacune d'entre elles par un état-major ; l'état-major général (Generalstab) de l'armée prend le nom en cas de guerre de « commandement supérieur de l'armée » (Oberste Heeresleitung : OHL), avec un chef de l'état-major général à sa tête.

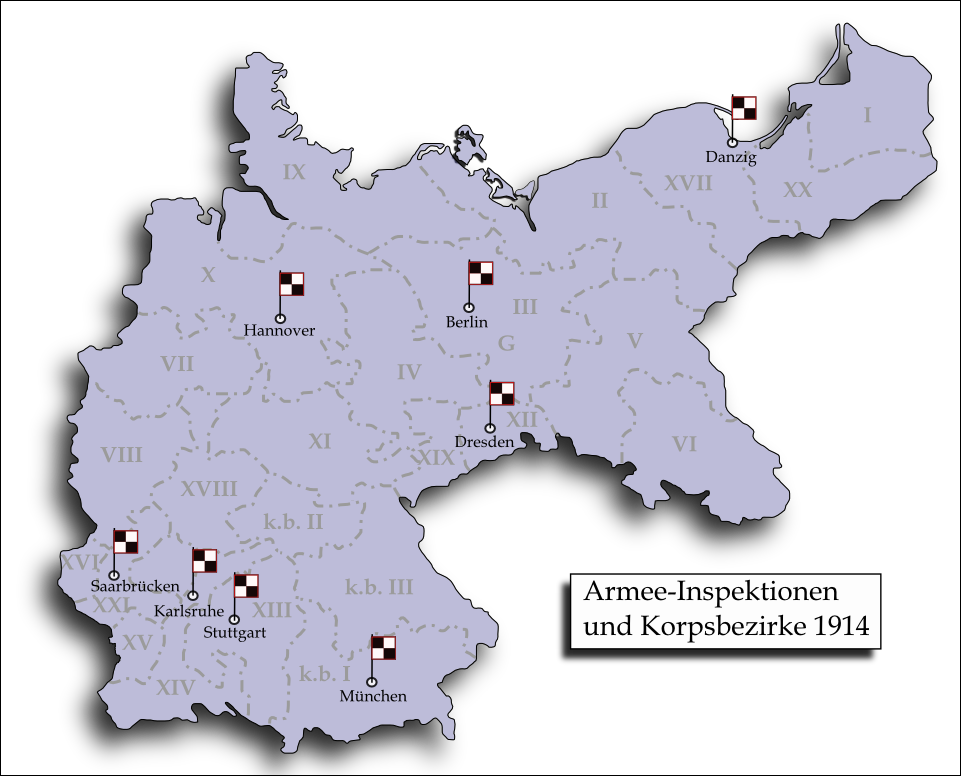
Carte des Armee-Inspektionen en 1914.
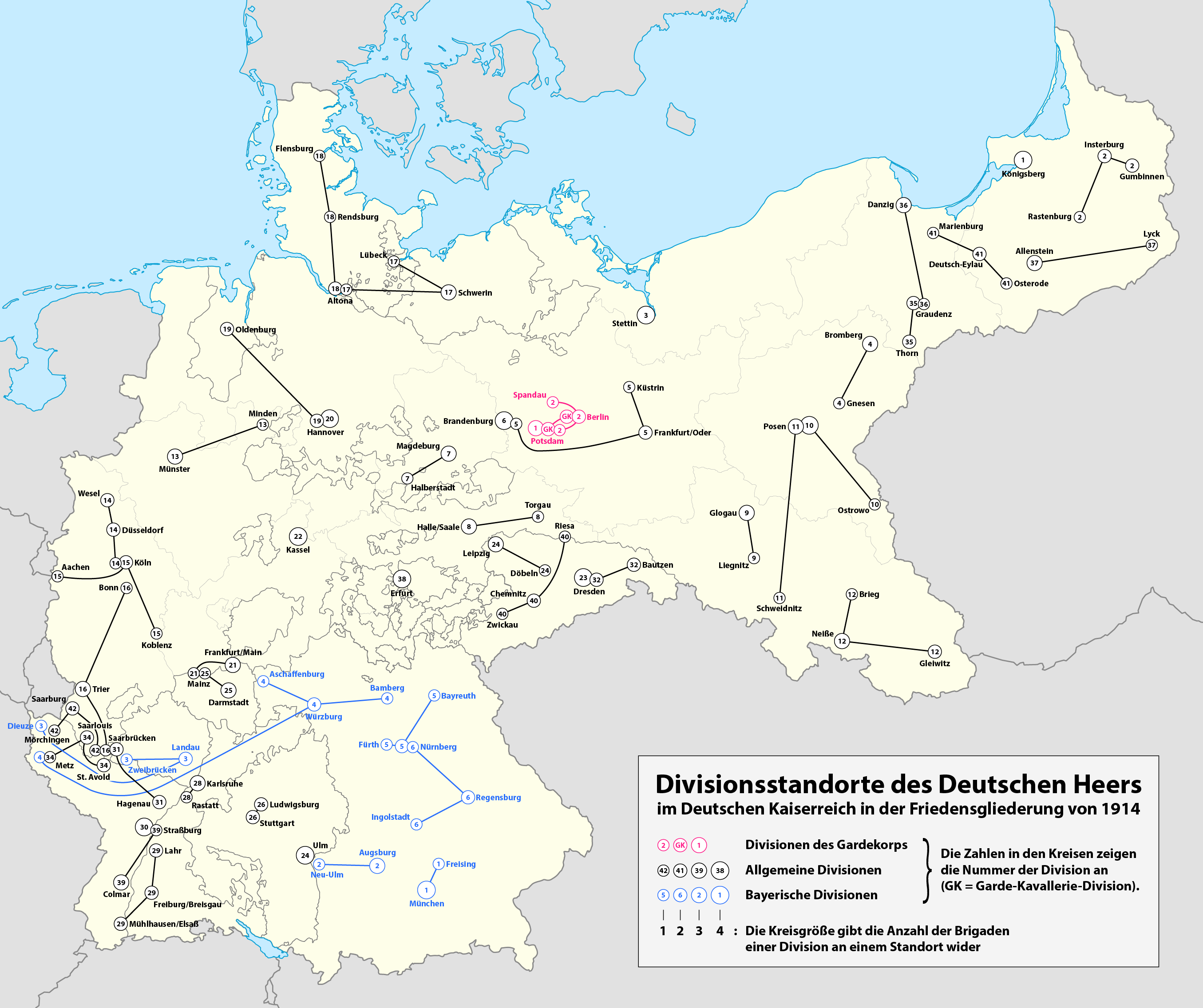
Emplacements des divisions allemandes.
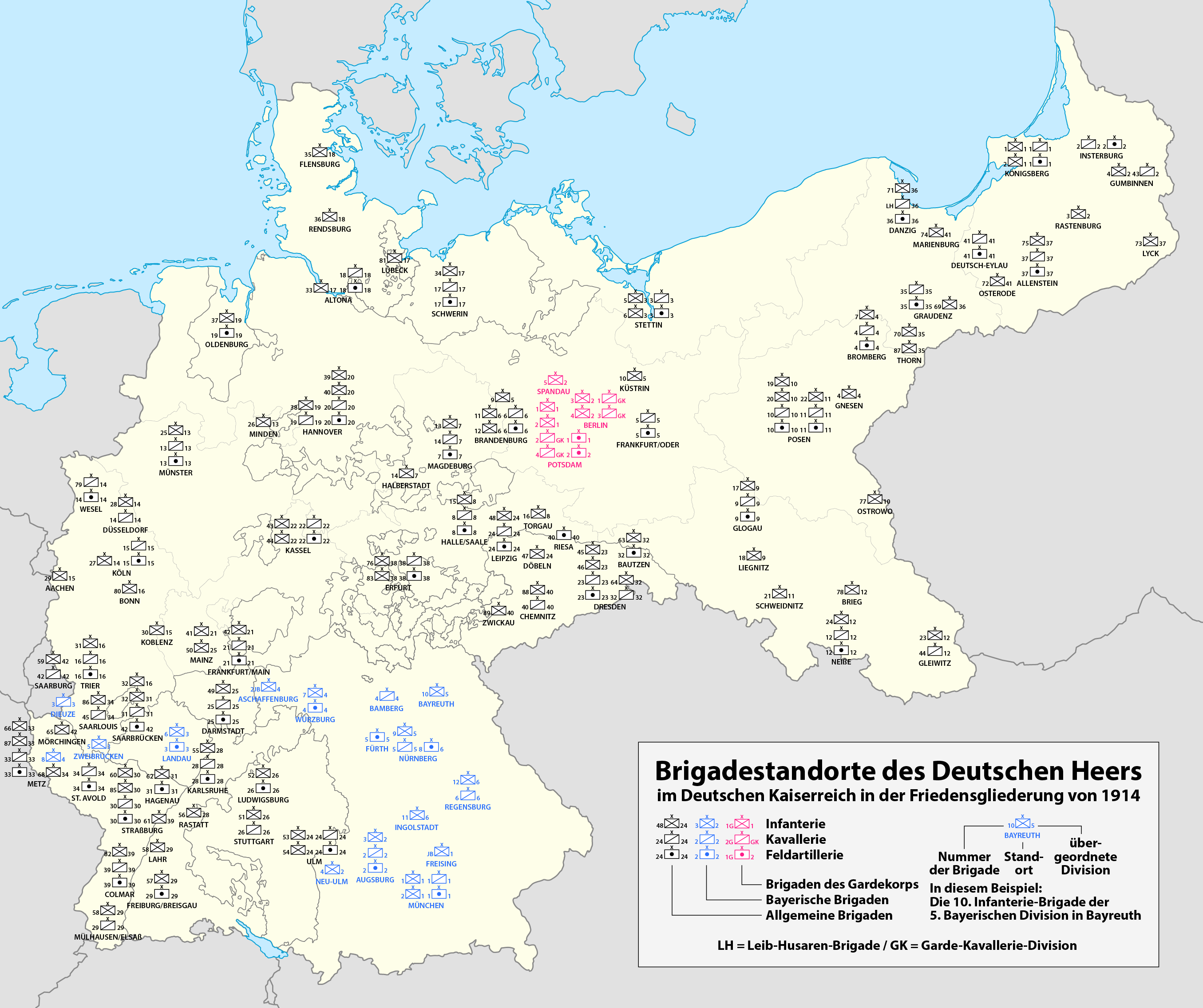
Emplacements des brigades allemandes.
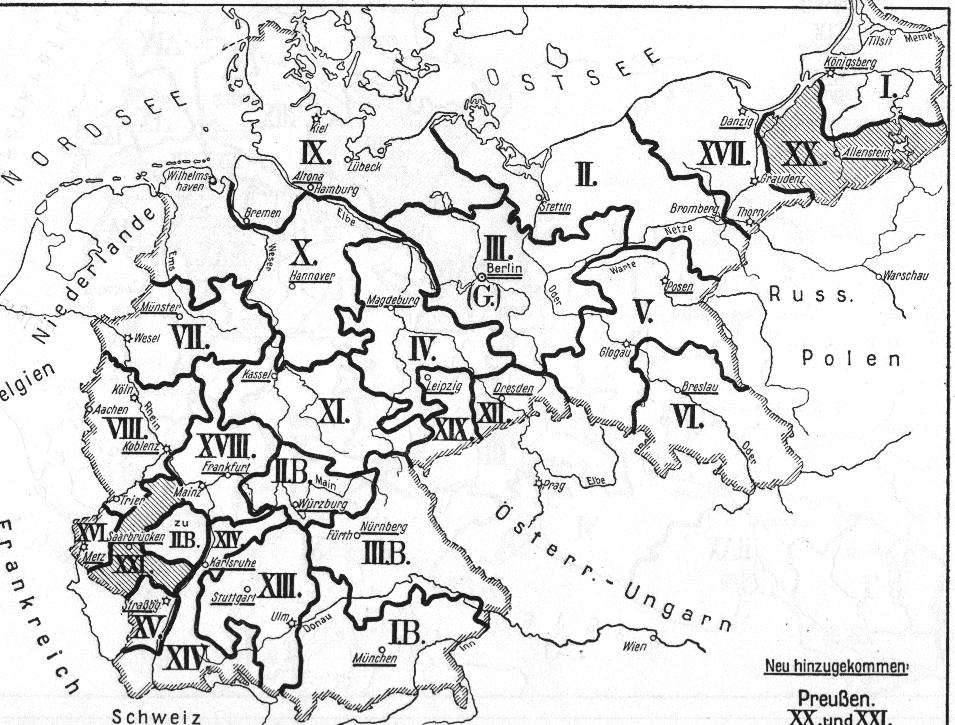
Carte des Korpsbereiche (en grisé : les deux nouveaux corps créés en 1912).

Dès le temps de pays, huit « inspections de l'armée » (Armee-Inspektionen) sont créées pour servir d'état-major aux futures armées organisées lors de la mobilisation (Mobilmachung). En 1914 le territoire de l'Empire est subdivisé en 24 « régions de corps d'armée » (Korpsbereiche), qui chacune dispose d'un état-major et des troupes d'active nécessaires pour constituer un corps d'armée (Armeekorps : A.K.), soit un total de 25 corps d'armée en comptant la Garde impériale. Chaque corps d'armée dispose de deux divisions, sauf celui de la Garde qui a en plus une division de cavalerie.

Kaisermanöver (« manœuvres impériales »)
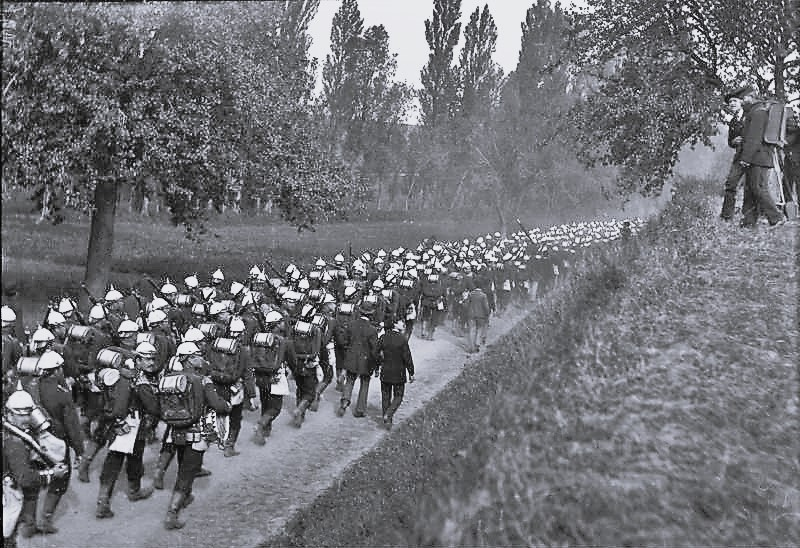
Kaisermanöver de 1888, dans l'Odenwald.
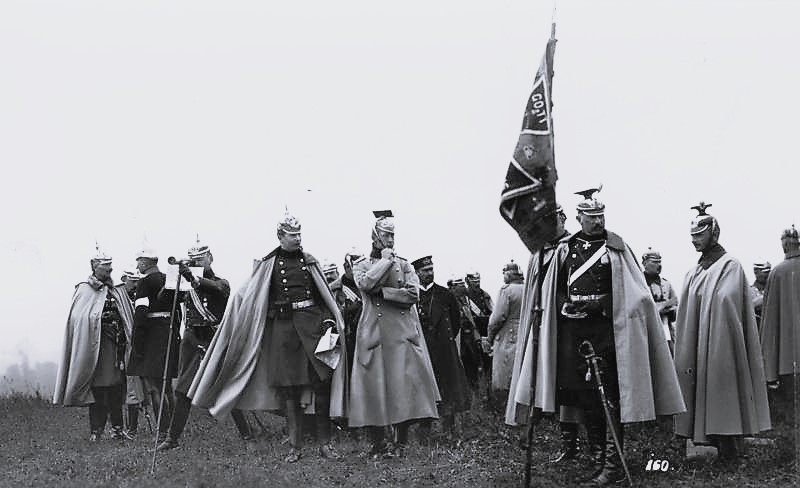
L'empereur et le prince-héritier lors des Kaisermanöver de 1908, en Alsace-Lorraine.
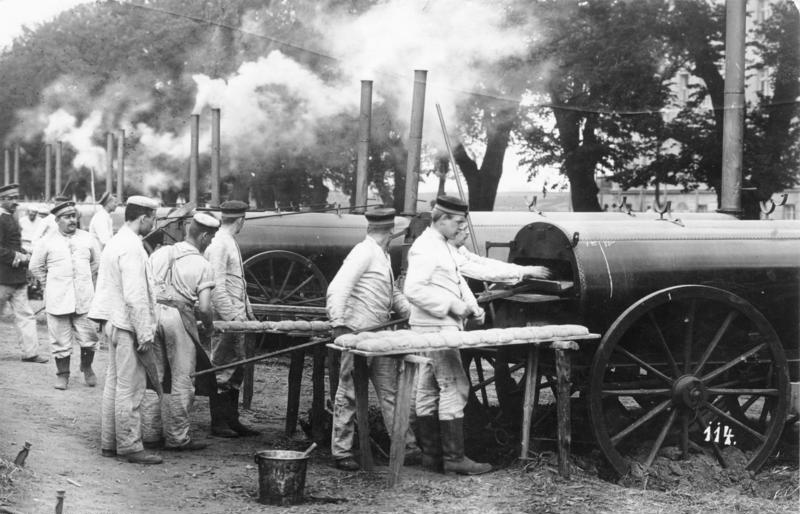
Kaisermanöver de 1911, dans l'Uckermark.

En cas de mobilisation, il est prévu de gonfler les effectifs des unités de temps de paix avec des réservistes, mais aussi de constituer des unités nouvelles :
- une 3e division de la Garde (formée avec les régiments d'active en excès dans la Garde ainsi que le régiment d'instruction) ;
- dix divisions de cavalerie (formées avec les brigades de cavalerie retirés aux divisions de temps de paix) ;
- 31 divisions de réserve, qui permettent de former 14 corps de réserve (Reservekorps : R.K.) tandis que quatre de ces divisions restent autonomes ;
- 41 brigades de Landwehr (Ldw.-Brig.) (dont deux sont endivisionnées pour former la 35e division de réserve) ;
- 19 brigades d’Ersatz (dont une sert à la formation de la 30e division de réserve).

Le plan prévoit donc d'aligner 93 divisions, dont 51 d'infanterie, 11 de cavalerie et 31 de réserve (non compris les 60 brigades de Landwehr et d’Ersatz, qui représentent l'équivalent en effectif d'un peu moins de 30 divisions).

### Plan Schlieffen

Schéma du plan Schlieffen et de son équivalent français, le plan XVII.

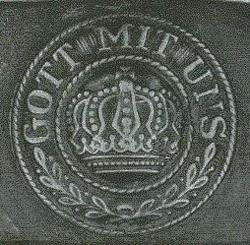
Gott mit Uns : « Dieu avec nous » (devise portée sur les ceinturons des soldats allemands).

L'alliance franco-russe signée en 1892 oblige en cas de guerre l'Allemagne à se battre sur deux fronts, à l'Ouest contre l'armée française et à l'Est contre l'armée russe. Le général Alfred von Schlieffen, chef d'état-major depuis 1891, propose en 1905 de concentrer presque toutes les forces allemandes dès le début de la guerre contre l'adversaire capable de mobiliser le plus vite et qui a le plus petit territoire : la France. Le principe est de détruire l'armée française le plus rapidement possible, avant de déplacer la majorité des forces allemandes contre l'armée russe.
Pour obtenir une victoire rapide à l'Ouest, Schlieffen propose d'éviter les fortifications françaises des places de Verdun, de Toul, d'Épinal et de Belfort qui, une fois renforcées par tout le corps de bataille français, ne peuvent que bloquer une attaque frontale. L'idée est de marcher à travers la Belgique tout en fixant les forces françaises en Alsace-Lorraine, permettant ainsi de les envelopper par un vaste coup de faucille de la part de l'aile droite, celle-ci descendant vers le sud-ouest par Liège, Bruxelles et Lille, prenant Paris lors de la sixième semaine. Pour avoir les troupes nécessaires à un tel déploiement, il est prévu d'engager les unités de réservistes dès les premiers jours en première ligne. Le plan de 1905 prévoit d'affecter 63 divisions d'infanterie (sur un total de 72), 7 de cavalerie (sur 11) et 22 brigades de Landwehr (sur 26) à l'aile marchante ; 9 divisions d'infanterie, 3 de cavalerie et 4 brigades de Landwehr doivent défendre l'Alsace-Lorraine, abandonnant la défense orientale à l'allié autrichien.

« Vous ne vouliez pas d'une guerre traînant en longueur jusqu'à ce que les forces des nations se fussent usées les unes contre les autres […]. Votre but était d'anéantir l'ennemi, […] votre volonté est celle de vaincre. Cette volonté inflexible, passionnée, est l'héritage que vous avez laissé au grand état-major. »

— Allocution de Moltke le Jeune au comte von Schlieffen en 1906.
Schlieffen prend sa retraite en 1906 avant de décéder en 1913. Son successeur comme chef d'état-major est Helmuth von Moltke, dit « Moltke le Jeune » pour le différencier de son oncle Moltke l'Ancien, le vainqueur de la guerre franco-allemande de 1870. L'état-major doit désormais compter d'une part sur la modernisation de l'armée russe, qui nécessite que l'Allemagne aide l'Autriche-Hongrie dès l'entrée en campagne, et d'autre part sur le risque d'une invasion du territoire allemand par les Français, qui nécessite la fortification de l'Alsace-Lorraine et le renforcement de l'aile gauche. En conséquence, Moltke réduit l'aile marchante à 52 divisions d'infanterie, 7 de cavalerie et 7 brigades de Landwehr, l'aile gauche statique passe à 16 divisions d'infanterie, 3 de cavalerie et 15 brigades de Landwehr, tandis que la frontière orientale doit être défendue par 10 divisions d'infanterie, une de cavalerie, 10 brigades de Landwehr et deux brigades d'Ersatz.

## Déroulement

### Déclenchement

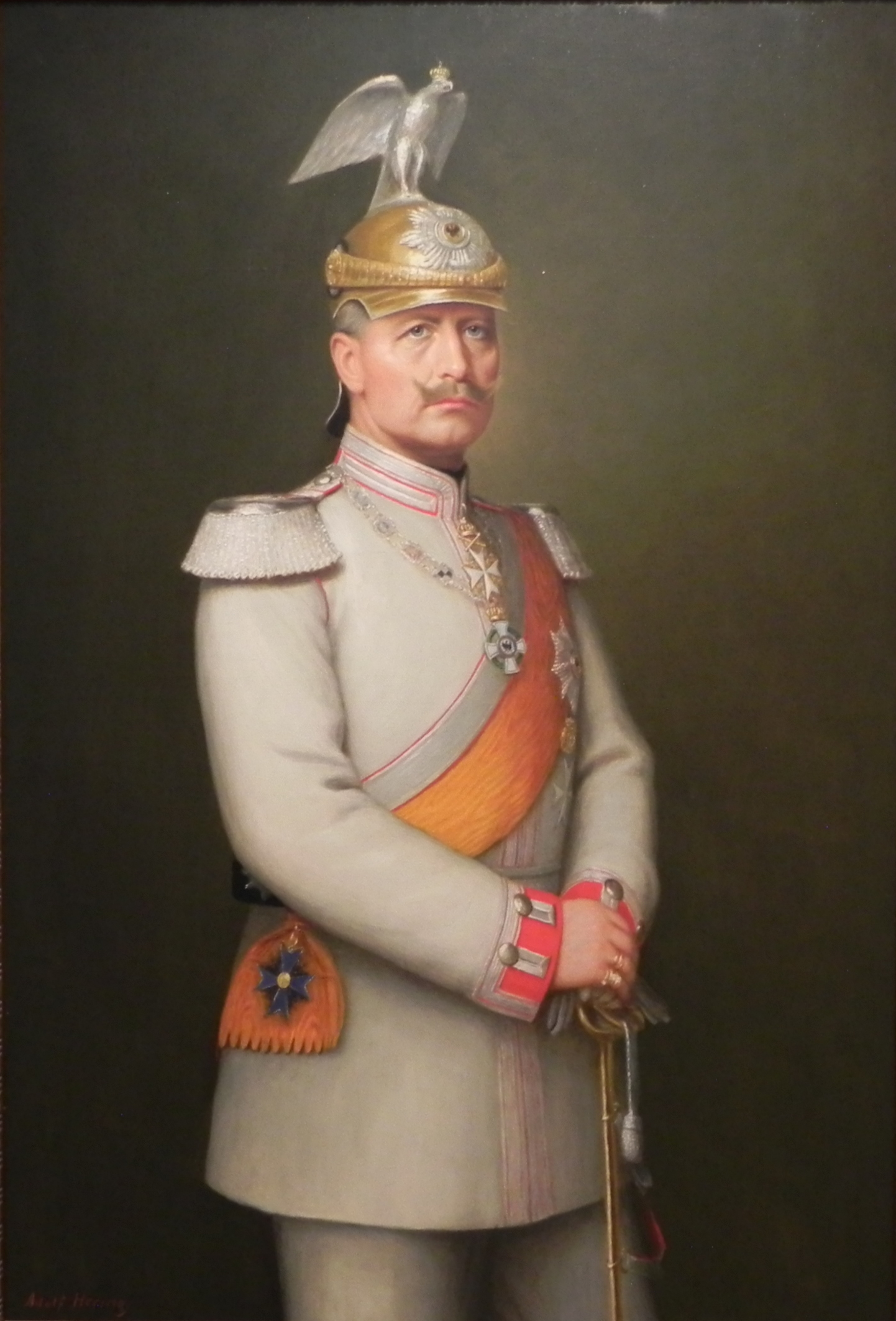
Adolf Emil Hering, Wilhelm II, Deutscher Kaiser (Guillaume II, empereur allemand), 1910.

Le Casus belli de l'attentat de Sarajevo déclenche une succession d'ultimatums, de mobilisations et de déclarations de guerre qui s'étend rapidement à l'Allemagne.
Le 28 juillet, le chancelier ordonne d'appliquer des mesures de sécurité concernant les frontières. Le 30 juillet 1914, l'Empire russe et l'empire d'Autriche-Hongrie ordonnent leur mobilisation, ce qui ne peut pas avoir d'autre conséquence que l'inévitable mobilisation allemande. Le 31 juillet à 12 h, est décrété l'« état de danger de guerre » (Kriegsgefahrzustand), permettant de commencer une partie des réquisitions, la fermeture des frontières, la surveillance des voies de communication et le rappel de certains réservistes.
L'empereur donne l'ordre de mobilisation générale le 1er août et déclare la guerre à la Russie. Le 3 août au soir, l'Empire allemand déclare la guerre à la République française et le 4 au matin au royaume de Belgique. Le 4 août en soirée, le Royaume-Uni fait de même vis-à-vis de l'Allemagne.

« Sa Majesté l'Empereur, mon Auguste Souverain, au nom de l'Empire, relève le défi et Se considère en état de guerre avec la Russie. »

— Déclaration de l'ambassadeur d'Allemagne à Saint-Pétersbourg Pourtalès au ministre russe des Affaires Étrangères Sazonov,, le 1er août 1914 à 19 h (heure russe), en français.

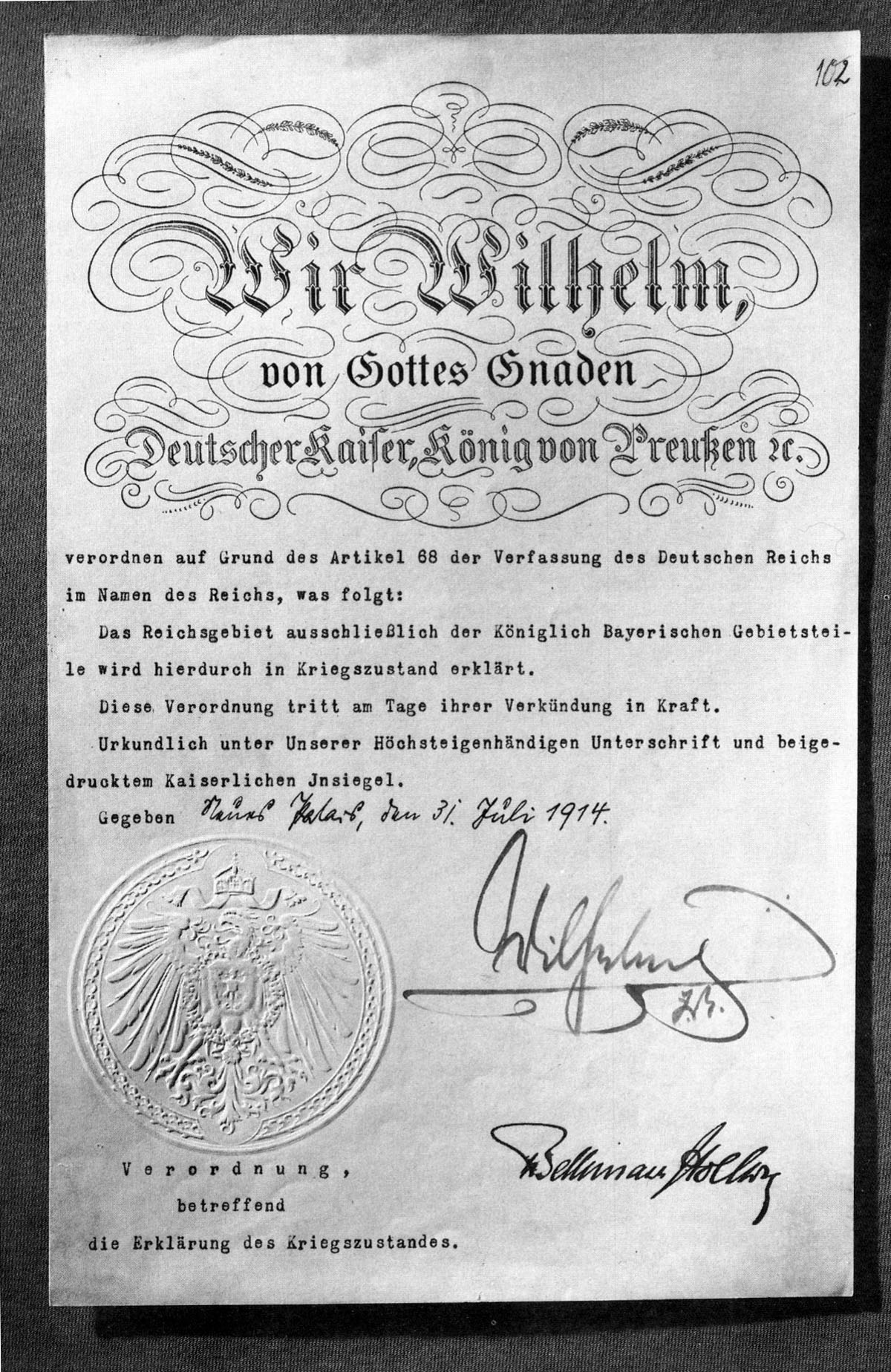
Déclaration de l'état de danger de guerre, le 31 juillet 1914.
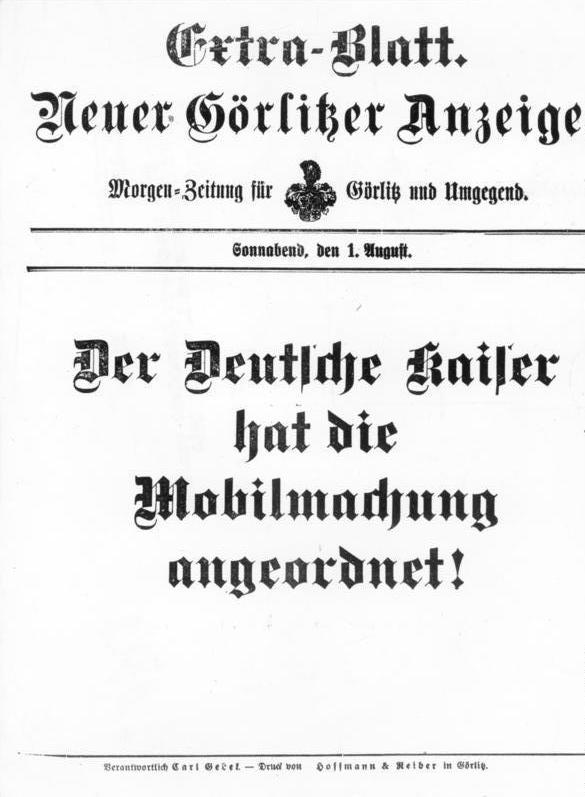
Der Deutsche Kaiser hat die Mobilmachung angeordnet! (« L'empereur d'Allemagne a ordonné la mobilisation ! »), 1er août 1914.

### Appel sous les drapeaux
La mobilisation allemande commence le 2 août, mais après des mesures de prémobilisation prises dès juillet, avec notamment le rappel de toutes les unités en déplacement le 29 et le rappel de certains réservistes le 31. La population allemande est forte de 70 millions d'habitants, dont 9 750 000 hommes sont soumis aux obligations militaires (de 17 à 45 ans), parmi lesquels 4 900 000 sont instruits (sans compter ceux de la marine). L'ensemble de la mobilisation en quinze jours fait passer les forces armées allemandes d'un total de temps de paix de 840 000 hommes, à un total après mobilisation (18 août) de 3 750 000 hommes.

« Je prends l'univers à témoin que, durant ces dernières années si lourdes de complications de toutes sortes, nous n'avons cessé de nous tenir au premier rang pour épargner aux peuples d'Europe une guerre entre les grandes puissances […].

Mon noble allié, l'empereur et roi François-Joseph fut forcé de recourir aux armes pour assurer la sécurité de son royaume contre les menées dangereuses d'un État voisin. L'Empire russe s'est alors mis au travers de la monarchie alliée qui poursuivait la revendication de ses intérêts les plus fondés. Ce n'est pas seulement notre devoir de puissance alliée qui nous appelle aux côtés de l'Autriche-Hongrie. À nous échoit aussi la tâche gigantesque de défendre, en même temps que l'ancienne communauté de culture des deux États, notre position dans le monde contre l'assaut des forces hostiles. […]

Acculés à notre défense légitime, nous tirons l'épée, la conscience pure et les mains pures. »

— Guillaume II, discours au Reichstag le 4 août 1914.
Quelques nouvelles unités sont créées, en plus de celles prévues par le plan : cinq divisions de Landwehr (en regroupant douze brigades), six divisions d’Ersatz (en regroupant 18 brigades) et une division de marine (formée tardivement autour de l'infanterie de marine). Ces rajouts portent les grandes unités organisées en août 1914 à un total de 105 divisions, dont 51 d'infanterie, 11 de cavalerie, 31 de réserve, une de marine, cinq de Landwehr et six d’Ersatz ; à ces divisions se rajoutent 37 brigades autonomes de Landwehr, l'équivalent en effectif de 18 divisions (ce qui fait un total équivalent à 123).
Pour protéger la mobilisation, les corps d'armée déployés dès le temps de paix le long des frontières sont chargés d'assurer la couverture temporaire dès le 31 juillet : à l'est les 1er (la partie nord de la Prusse-Orientale), 20e (la partie sud-ouest de la Prusse-Orientale) et 17e corps (en Prusse-Occidentale) ; à l'ouest les 8e (Rhénanie, de Cologne à Trèves), 14e (plaine de Bade), 15e (Haute-Alsace et Vosges), 16e (Thionville et Metz) et 21e (plateau lorrain entre Metz et les Vosges).

Unités mobilisées dans les colonies allemandes
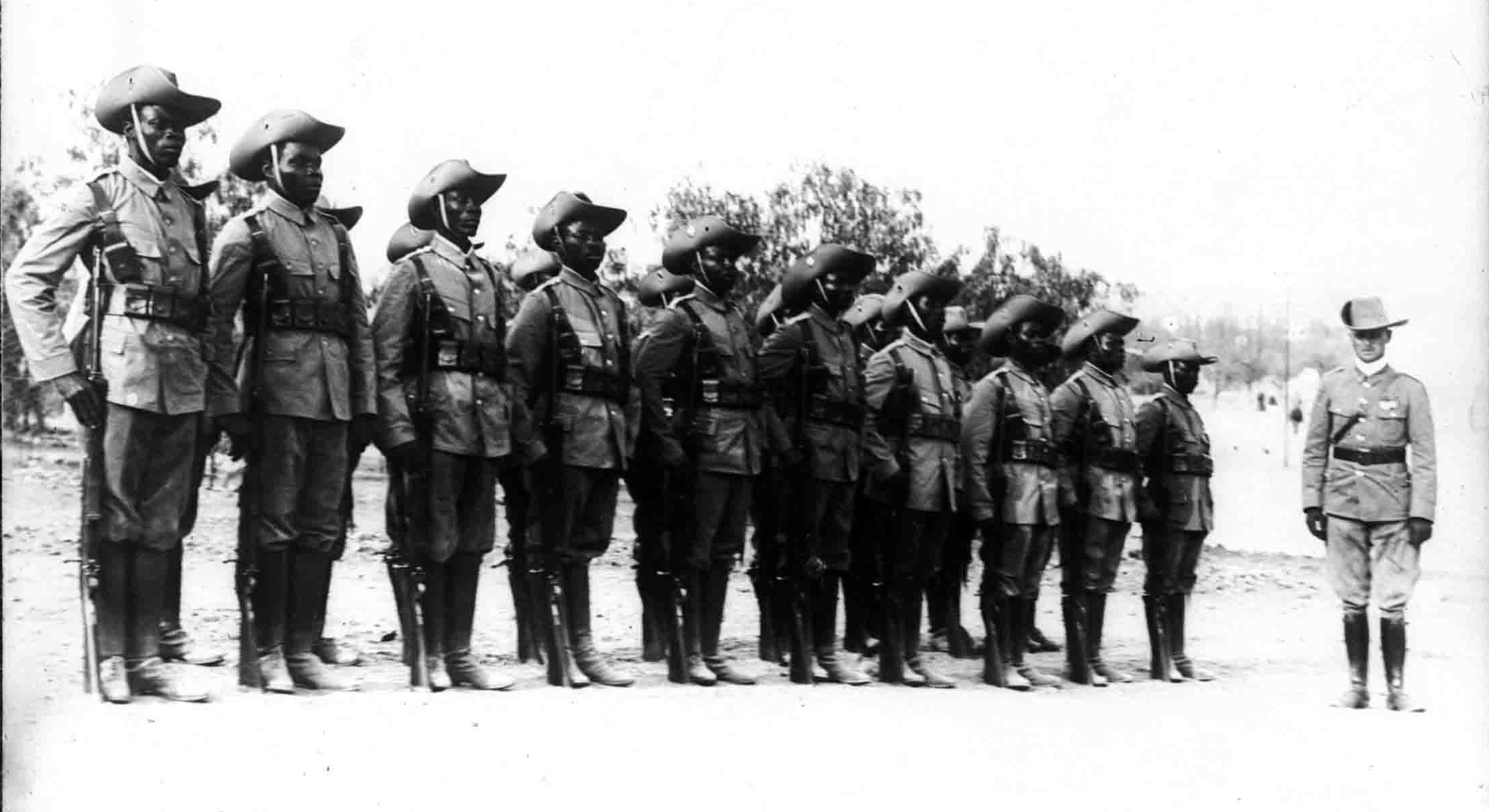
Troupe camerounaise en poste dans la Sud-Ouest africain allemand (Namibie) ; la colonie capitule en 1915 face aux Sud-Africains.
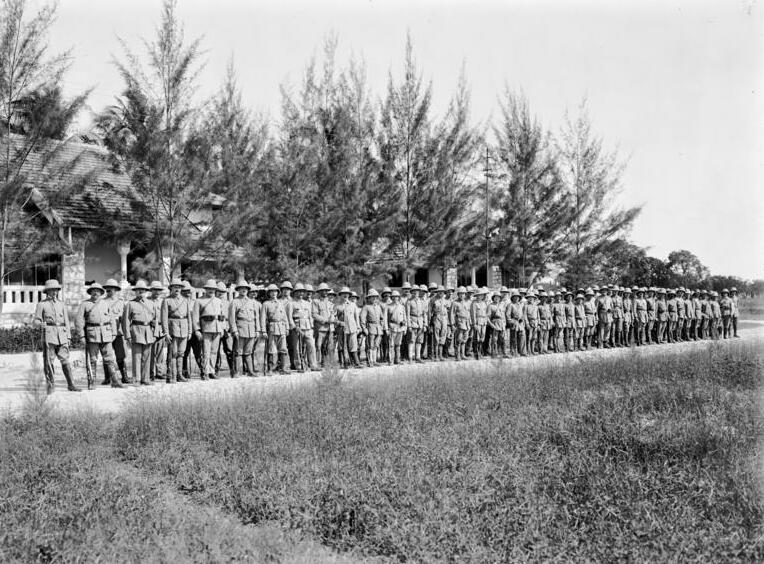
Landsturm de l'Afrique orientale (Tanzanie) ; avec les askaris, ils se battent jusqu'en 1918, notamment contre l'Armée des Indes.
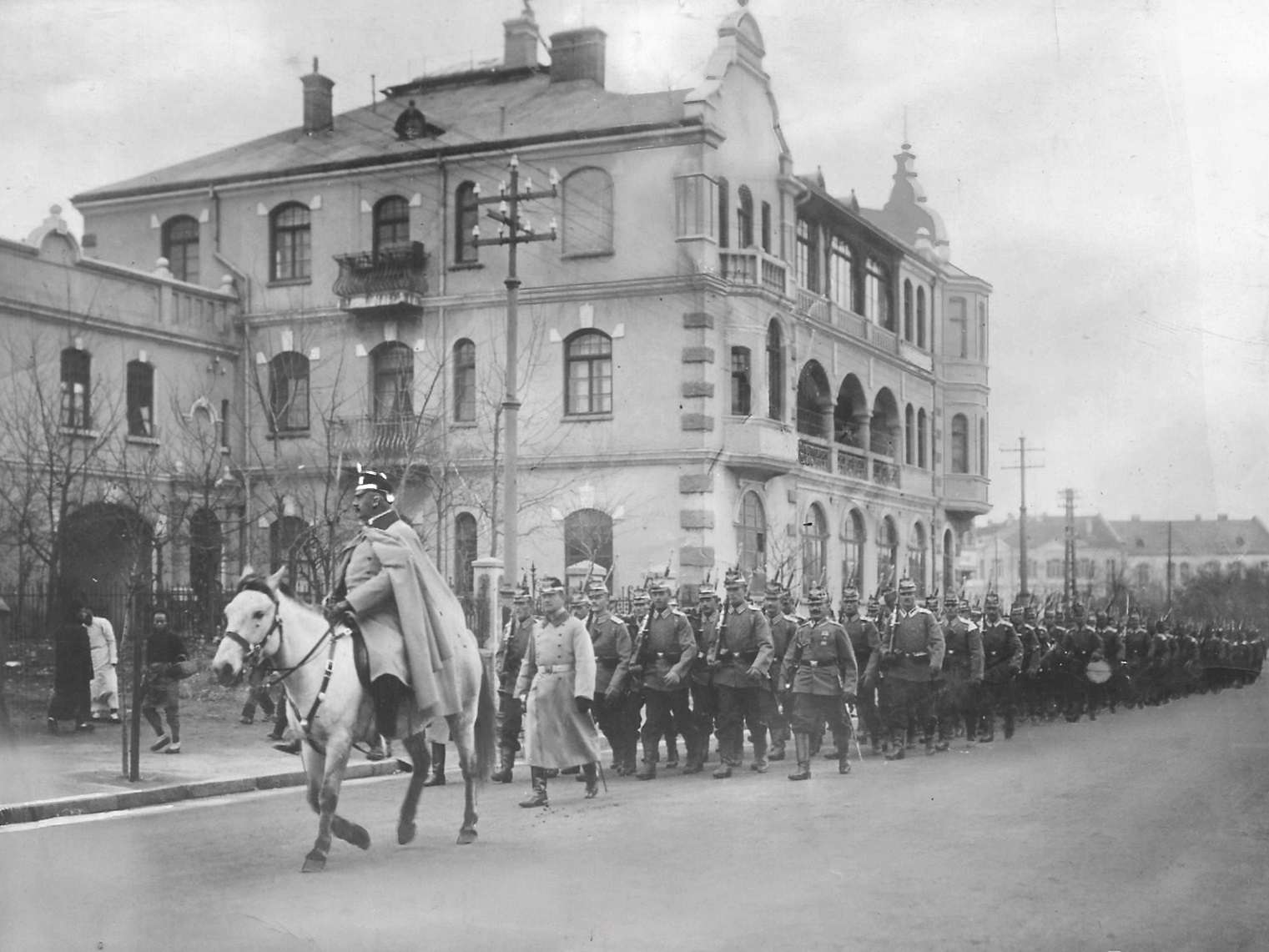
Défilé des troupes à Tsingtao (Chine), juste avant le début du siège de la ville par les Japonais (octobre-novembre 1914).
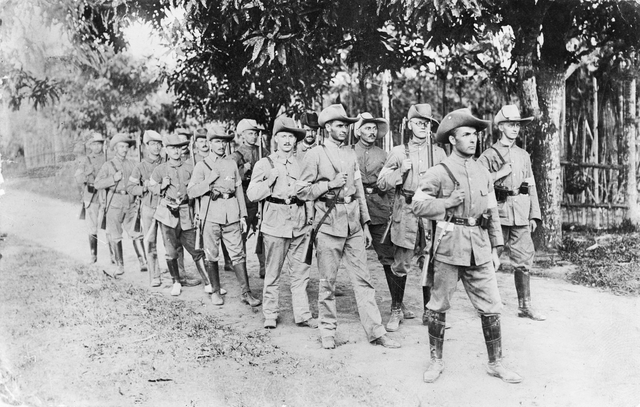
Une section de réservistes en Nouvelle-Poméranie (Nouvelle-Guinée allemande), qui va devoir affronter les Australiens (bataille de Bita Paka le 11 septembre 1914).

### Concentration
La concentration aux frontières a été organisée par la section « mobilisation et déploiement » de l'état-major général, cette section étant commandée jusqu'en 1913 par le lieutenant-colonel Ludendorff. Les transports de concentration partent à partir du 6 août (5e jour de la mobilisation) pour s'achever le 18 août (17e jour de la mobilisation), en commençant par les corps d'armée de l'active (en place dès le 12e jour). Pour transporter un corps d'armée allemand d'active vers la frontière, il faut 140 trains (85 pour un corps de réserve), soit un total de 6 010 wagons : 170 pour les officiers, 965 pour l'infanterie, 2 090 pour la cavalerie, 1 915 pour l'artillerie et le reste pour les fournitures diverses.

Départ des troupes allemandes
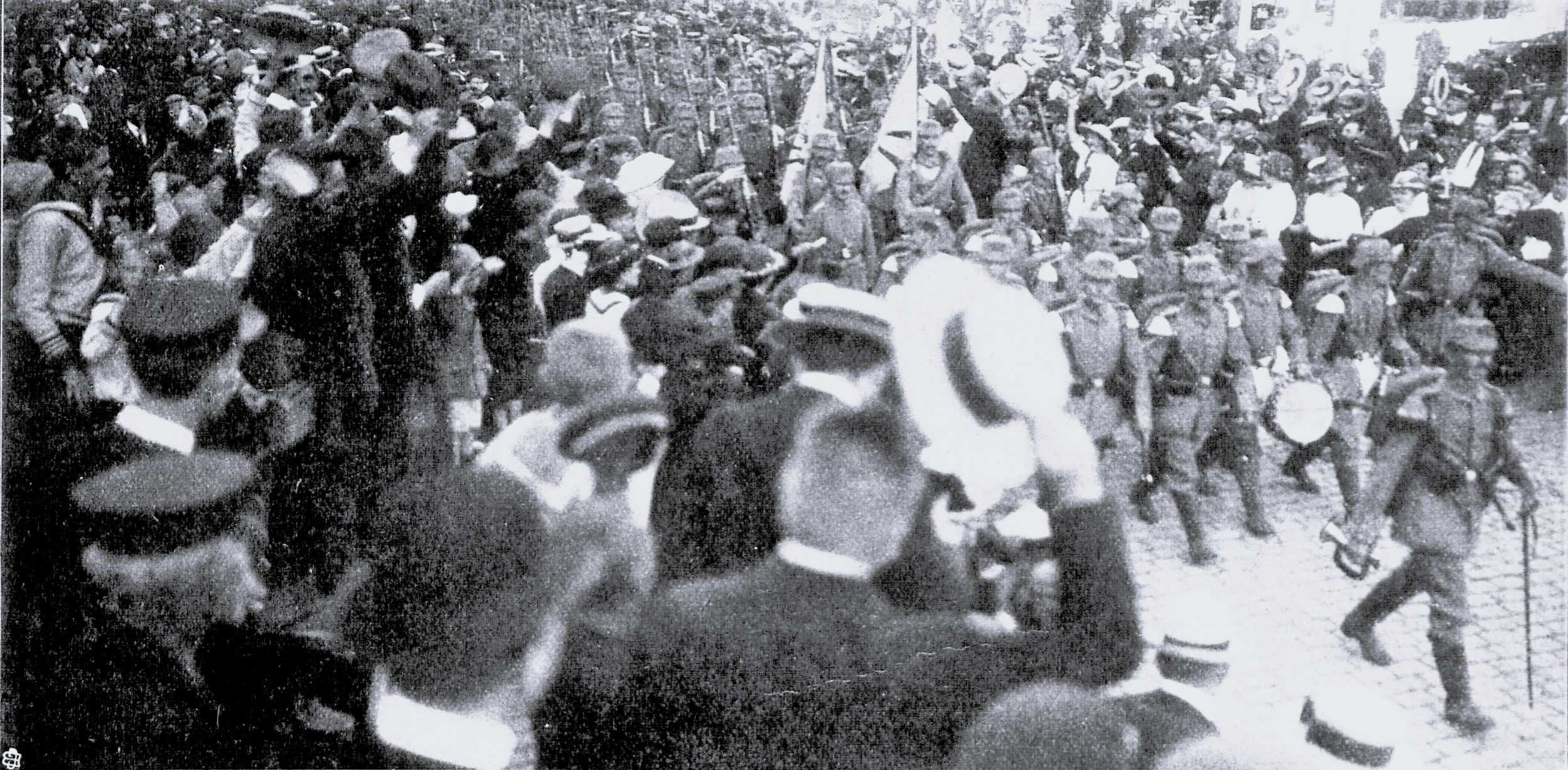
Départ de Lübeck pour Sylt du 2e bataillon du 162e régiment, le 31 juillet (mobilisation partielle à cause de la menace de la guerre).
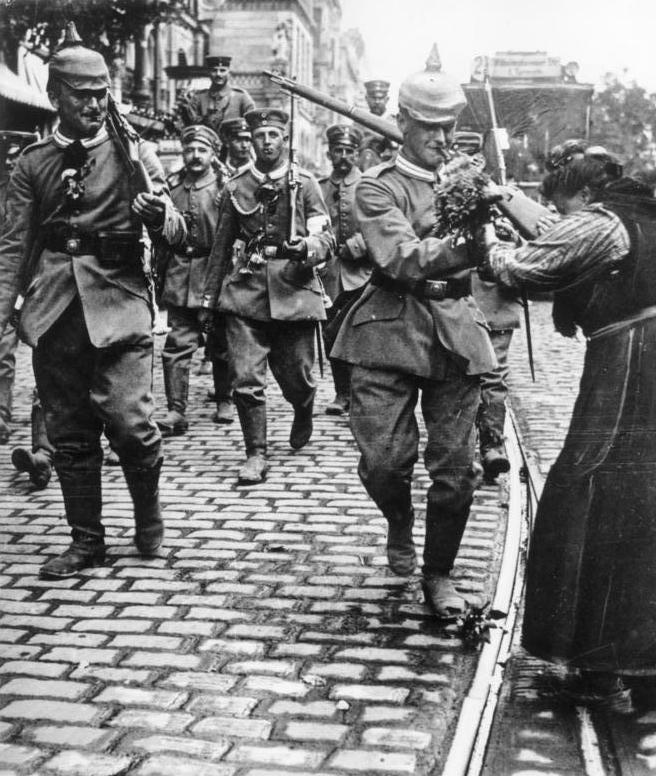
Départ de soldats le 1er août 1914.
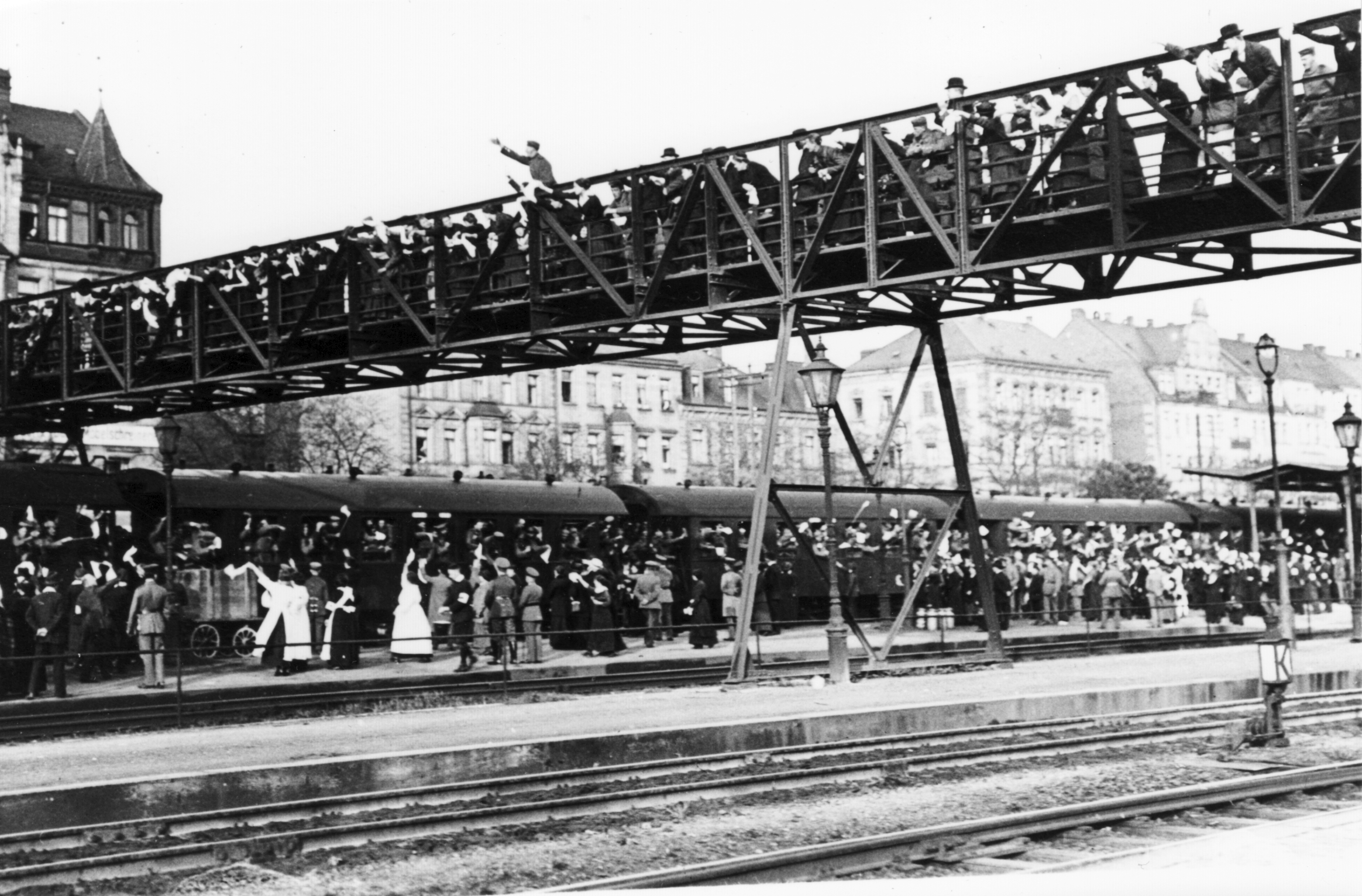
Train de réservistes quittant la gare de Fürth (en Bavière), le 7 ou 8 août 1914.
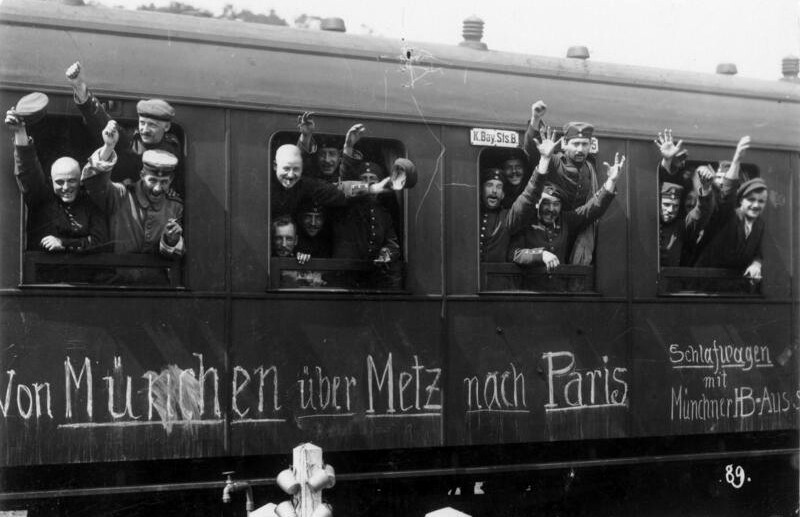
Transport de troupe, avec l'inscription Von München über Metz nach Paris (« de Munich par Metz vers Paris »).

Les plans de l'état-major (Instruction pour le déploiement stratégique) prévoient la constitution de huit armées, dont sept à l'ouest et une seule à l'est, la frontière germano-danoise et le littoral étant surveillés par le 9e corps de réserve (IX. Reserve-Korps, composé de deux divisions de réserve). Chaque armée est commandée par un général d'armée (Generaloberst) :
|          | Commandants et chefs d'état-major  | Têtes de colonne                                     | Composition : corps et divisions                                                                                          | Missions                                              |
| 1. Armee | Kluck et Kuhl                      | de Juliers (Jülich) à Bergheim                       | cinq corps (II., III. & IV. A.K. ; III. & IV. R.K. ; 10., 11. & 27. Ldw.-Brig.), soit 10 DI                               | attaquer par Liège, Bruxelles et Mons                 |
| 2. Armee | Bülow et Lauenstein                | d'Aix-la-Chapelle (Aachen) à Malmedy (Malmünd)       | huit corps (G.K. ; VII., IX. & X. A.K. ; II. Kav.K. ; G.R.K. ; VII. & X. R.K. ; 25. & 29. Ldw.-Brig.), soit 14 DI et 3 DC | attaquer par Liège et Charleroi                       |
| 3. Armee | Hausen et Hoeppner                 | de Saint-Vith (Sankt Vith) à Clervaux (Clerf)        | cinq corps (XI., XII. & XIX. A.K. ; I. Kav.K. ; XII. R.K. ; 47. Ldw.-Brig.) soit 8 DI et 2 DC                             | attaquer par Dinant                                   |
| 4. Armee | duc de Wurtemberg et Lüttwitz      | de Luxembourg (Luxemburg) à Trèves (Trier)           | six corps (VI., VIII. & XVIII. A.K. ; IV. Kav.K. ; VIII. & XVIII. R.K. ; 49. Ldw.-Brig.) soit 10 DI et 2 DC               | attaquer par Arlon et Neufchâteau                     |
| 5. Armee | Kronprinz de Prusse et Knobelsdorf | de Thionville (Diedenhofen) à Metz                   | cinq corps (V., XIII. & XVI. A.K. ; V. & VI. R.K. ; 13., 43., 45. & 53. Ldw.-Brig. ; 9. bay.Ldw.-Brig.) soit 10 DI        | attaquer par Longwy, puis investir la place de Verdun |
| 6. Armee | Kronprinz de Bavière et Krafft     | de Saint-Avold (Sankt Avold) à Sarrebourg (Saarburg) | six corps (I., II. & III. bay.A.K. ; XXI. A.K. ; III. Kav.K. ; I. bay.R.K. ; 5. bay.Ldw.-Brig.) soit 10 DI et 3 DC        | défendre entre Metz et Vosges, puis attaquer Nancy    |
| 7. Armee | Heeringen et Hänisch               | de Strasbourg (Straßburg) à Fribourg (Freiburg)      | trois corps (XIV. & XV. A.K. ; XIV. R.K. ; 55. & 60. Ldw.-Brig. ; 1. & 2. bay.Ldw.-Brig.) soit 6 DI                       | défendre les Vosges et l'Alsace                       |
| 8. Armee | Prittwitz et Waldersee             | autour d'Insterburg, de Gumbinnen, et d'Allenstein   | six corps (I., XVII. & XX. A.K. ; I. R.K. ; I. & II. Ldw.K.) soit 12 DI et 1 DC                                           | défendre la Prusse-Orientale                          |

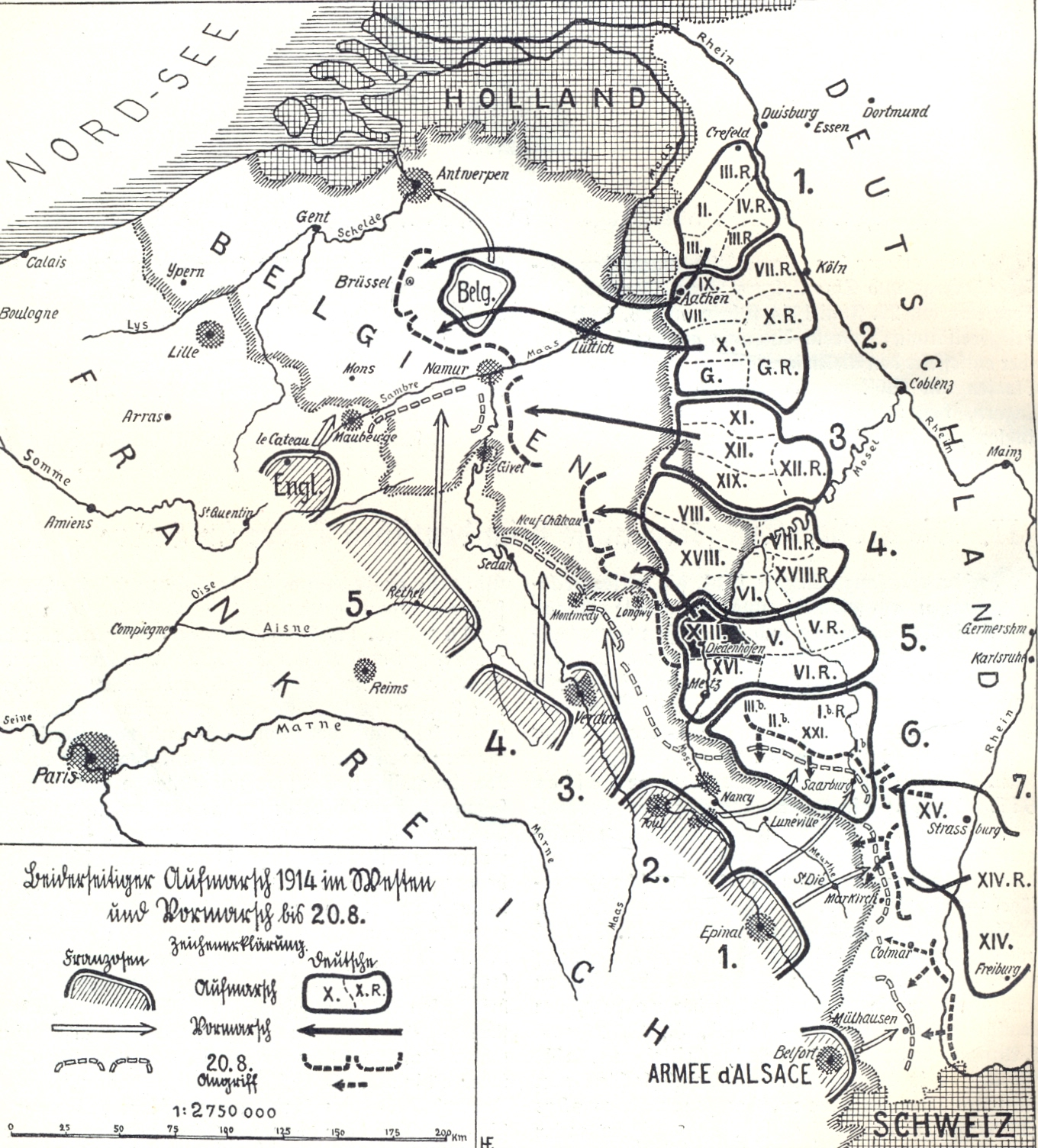
Concentration et marches des armées allemandes vers l'ouest au 20 août 1914.

L'essentiel du corps de bataille allemand (l'équivalent de 97 divisions sur les 123 disponibles) est concentré le long de la frontière occidentale de l'Empire allemand, face à la France mais aussi face à la Belgique et au Luxembourg. L'aile droite (1re, 2e et 3e armées) a pour mission de traverser la Belgique, malgré les fortifications de Liège et de Namur, pour déboucher dans le Nord de la France ; le plan prévoit l'alignement de l'aile marchante le long de la Somme au 31e jour. Le centre (4e et 5e armées) doit suivre le mouvement en faucille de l'aile marchante en s'alignant sur elle à travers les Ardennes belges et françaises. L'aile gauche (6e et 7e armées) doit rester statique, défendant l'Alsace-Lorraine en s'appuyant sur les fortifications de la Moselstellung (« position de la Moselle », protégeant Thionville et Metz), de la basse-Nied (retranchements de campagne) et de la Basse-Alsace (la place de Strasbourg, la position de la basse-Bruche et le fort de Mutzig). La 8e armée, la seule placée sur le front oriental face à une partie de l'armée russe, a une mission purement défensive et retardatrice en s'appuyant sur les places de Königsberg (en Prusse-Orientale, au bord de la Baltique), Graudenz, Thorn (ces deux dernières en Prusse-Occidentale, sur la Vistule), Posen (en Posnanie) et Breslau (en province de Silésie).
Dès le 2 août, la 16e division du 8e corps occupe le Luxembourg. Le 4 août, six brigades d'infanterie et le 2e corps de cavalerie se massent en face de Liège. Les premiers combats, entre les troupes de couverture et les avant-gardes, commencent le 3 août en Prusse-Orientale, le 6 à Liège (siège de Liège) et le 7 en Haute-Alsace. Les véritables opérations commencent à l'ouest à partir du 15 août (entrée des Français en Moselle) et à l'Est à partir du 17 août (entrée des Russes en Prusse-Orientale).

## Appels ultérieurs

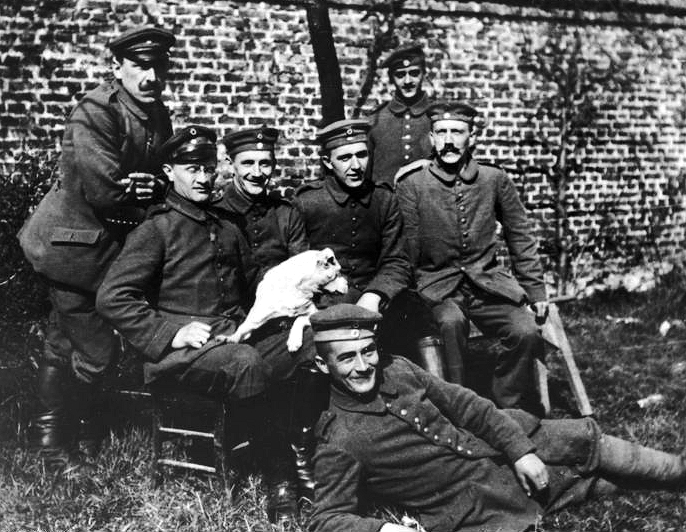
Groupe de soldats du bayerischen Reserve-Infanterie-Regiment Nr. 16, dont Hitler, affecté à ce régiment à partir du 16 août 1914.

Les douze classes de l'Ersatzreserve sont appelées dans les dépôts dès la fin d'août 1914, tandis que la vague de patriotisme soulevée par l'entrée en guerre motive environ un million d'hommes à se porter volontaires pour la durée de la guerre (Kriegsfreiwilliger). L'armée allemande forme de nouvelles unités à partir de cette foule de volontaires et de réservistes : les XXII., XXIII., XXIV., XXV., XXVI. et XXVII. R.K. (composés des douze nouvelles divisions de réserve no 43 à 54), ce dernier corps composé de Saxons et de Wurtembourgeois ainsi que la 6e division bavaroise de réserve (6.bay.R.D.). Ces unités, surnommées les « Jeunes régiments » (Junge Regimenter) ou ultérieurement les « divisions d'étudiants », avec presque pas d'instruction militaire, sont envoyées au front à partir du 9 octobre (d'où le mythe de Langemark).
En septembre 1914, les ajournés des classes 1912 et 1913 sont appelés pour recompléter les dépôts (vidés pour remplacer les pertes de l'été) ; la marine de guerre, bloquée dans ses ports, est mise à contribution en formant deux divisions de marine organisées respectivement à la fin d'août et en octobre. L'appel de la classe 1914, théoriquement prévue en 1er octobre 1914, est différée faute de place dans les dépôts et camps : ces 450 000 hommes forment de la fin octobre 1914 à janvier 1915 huit nouvelles divisions de réserve (no 75 à 82) formant quatre nouveaux corps de réserve (XXXVIII à XLI). L'armée commence à faire ses fonds de tiroir : les derniers hommes du 1er ban de la Landwehr sont incorporés à partir de janvier 1915, intégralement répartis en renfort dans les unités existantes après trois mois d'instruction ; à partir de février 1915, c'est au tour des plus jeunes de la Landsturm non instruits (1er ban, de 20 à 38 ans).
Les ressources commencent à se tarir, les effectifs des unités fondent (les divisions passent de quatre à trois régiments). De mai à juillet 1915, c'est par anticipation que sont appelés les hommes de la classe 1915 pour seulement alimenter les dépôts (qui doivent remplacer des pertes). De la mi-septembre à la fin de novembre 1915 est appelée la classe 1916, avec une instruction de cinq à six mois. De septembre à novembre 1915, l'armée commence à puiser dans le 2e ban de la Landsturm (de 39 à 45 ans) ; le 9 septembre 1915, un décret ordonne que tous les réformés doivent repasser devant des commissions (on incorpore les petits, les pères de famille, les chemineaux, les postiers, etc.). La classe 1917 est incorporée de mars à novembre 1916 (avec trois mois d'instruction). Toujours en 1916 jusqu'en 1918, plusieurs divisions de cavalerie sont démontés pour former des unités de « tirailleurs de cavalerie » (Kavallerie-Schützen). La classe 1918 est convoquée à partir de novembre 1916 (ils ont donc 18 ans). Le Reichstag vote le 5 décembre 1916 une loi sur le « service auxiliaire patriotique » de 17 à 60 ans (Väterlanddischer Hilfsdienst), appliquant à partir de janvier 1917 le travail obligatoire aux hommes jusqu'à la date de naissance du 31 mars 1858. La classe 1919 est incorporée à partir de juin 1917 ; la classe 1920 à partir de mai 1918. L'OHL fait appeler la classe 1921 à partir de mai 1918 (ils ont 17 ans et arrivent sur le front en octobre), tandis que treize divisions sont dissoutes les six premiers mois de 1918, puis 25 d'août à novembre.

## Voir aussi

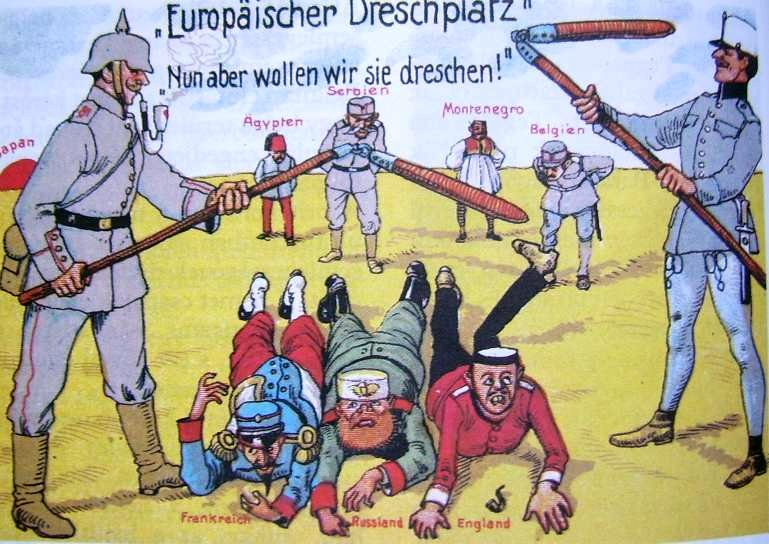
Europäischer Dreschplatz (« aire de battage européen » : les armées allemande et autrichienne battant les armées française, britannique et russe).